# Willie Gay
(en) Statistiques sur pro-football-reference
William « Willie » Gay Jr. (né le 15 février 1998 à Starkville au Mississippi) est un joueur professionnel américain de football américain évoluant au poste de linebacker dans la National Football League (NFL) depuis la saison 2020 et jouant actuellement pour la franchise des Saints de La Nouvelle-Orléans.
Au niveau universitaire, il a joué pendant trois saisons (2017-2019) dans la NCAA Division I FBS (Southeastern Conference), pour les Bulldogs de l'université d'État du Mississippi
Sélectionné en 63e choix global lors du deuxième tour de la draft 2020 de la NFL par les Chiefs de Kansas City, où il joue pendant quatre saisons et avec qui il remporte les Super Bowls LVII et LVIII. Devenu agent libre, il se lie avec les Saints en 2024.

## Biographie

### Jeunesse
Gay nait et grandit à Starkville au Mississippi, ville où se situe l'université d'État du Mississippi. Au lycée, il joue en défense, mais également à l'occasion comme quarterback pour les Yellow Jackets de Starkville. Avec cette équipe, il remporte le championnat d'État 6A. 

### Carrière universitaire
Considéré comme deuxième meilleur espoir du Mississippi, Gay s'engage d'abord à jouer pour les Rebels d'Ole Miss. Cependant, il se désengage en octobre 2017 et reconsidère les offres émanant des Bulldogs de Mississippi State, des Tigers de LSU et des Wolverines du Michigan. Il choisit finalement de rester dans sa ville natale et s'engage avec les Bulldogs.
Durant son parcours universitaire, Gay est impliqué dans un scandale avec neuf de ses coéquipiers pour s'être fait remplacer lors d'examens de chimie. En réaction, il manque la majorité de la saison 2019. Peu avant le Music City Bowl 2019, lors d'une altercation, il brise l'orbite de son coéquipier le quarterback Garrett Shrader (en). Son entraineur, Joe Moorhead (en), ne le pénalise pas pour l'actio et il effectue onze plaquages lors de la défaite contre les Cardinals de Louisville au Music City Bowl.
Il se déclare éligible pour la draft 2020 bien qu'il puisse rester pour une autre saison à l'université. Considéré comme ayant une bonne taille et capable de jouer tous les downs, il est cependant critiqué pour son analyse du jeu et ses mouvements inefficaces. Gay est décrit comme l'un des meilleurs linebacker en couverture de passe de sa classe d'âge en compagnie de Patrick Queen et Isaiah Simmons.

### Carrière professionnelle

#### Chiefs de Kansas City
Les Chiefs de Kansas City, à la recherche d'un linebacker capable de remplacer Anthony Hitchens et Damien Wilson (en), le choisissent lors du deuxième tour de la draft 2020.
Durant les quatre ans de son contrat rookie, Gay est un titulaire régulier de la défense des Chiefs remportant les Super Bowls LVII et LVIII. Éclipsé par Nick Bolton recruté en 2021. il est prédit par Heavy (en) qu'à la fin de se contrat, il ne sera pas conservé en raison du coût financier lié aux contrats de Chris Jones et L'Jarius Sneed ainsi qu'à l'émergence de joueurs pouvant le remplacer tels Leo Chenal (en), Jack Cochrane (en) et Cam Jones (en).

#### Saints de La Nouvelle-Orléans
Devenu agent libre fin 2023, Gay signe le 13 mars 2024 un contrat d'un an avec les Saints de La Nouvelle-Orléans.

## Vie personnelle
En janvier 2022, Gay est arrêté par la police du comté de Johnson en lien avec des accusations de destruction de propriété faite par la mère du fils de Gay, âgé de trois mois. L'action est alors considérée comme de la violence conjugale.